# Maison d'Ailleurs
 (juin 2024).
Pour les articles homonymes, voir Ailleurs.
La Maison d'Ailleurs est un musée de la science-fiction, de l'utopie et des voyages extraordinaires à Yverdon-les-Bains (Suisse). C'est une fondation à but non lucratif qui poursuit une double vocation de musée grand public et de centre de recherche spécialisé.
Fondée en 1976 à Yverdon-les-Bains par l’encyclopédiste Pierre Versins, la Maison d’Ailleurs possède une collection de plus de 100 000 pièces relatives à la science-fiction, à l’utopie et aux voyages extraordinaires. Musée original et unique en son genre, la Maison  d’Ailleurs rassemble et conserve les avatars de la conjecture fictionnelle, d’Homère à Jules Verne, des grandes utopies aux jeux vidéo, des pulps américains au phénomène Star Wars, jusqu’au développement des cultures numériques : toutes productions insolites, antiques, populaires, technoscientifiques ou excentriques qui influencent profondément la société contemporaine par le biais des arts, de la littérature, du cinéma, de la bande dessinée, de la musique et des produits dérivés.
Depuis plus de quarante ans, la Maison d'Ailleurs a présenté des dizaines  d’expositions, en ses murs et à l’international, qui visent toutes à décrypter certains phénomènes sociétaux par le biais de la création  artistique et du patrimoine du musée. Après avoir exposé les œuvres d’artistes contemporains comme, entre autres, James Gurney, Luc Schuiten, John Howe, Tadanori Yokoo, Adrien Mondot et Claire Bardainne, et approché des thématiques telles que le transhumanisme, le Pop Art japonais, les robots ou la culture numérique, la Maison d’Ailleurs, à travers ses expositions, œuvre à questionner le présent, décloisonner les disciplines et créer des ponts entre imaginaire et réalité.
La Maison d'Ailleurs est la seule institution publique de ce type dans le monde. Elle possède un statut de fondation à but non lucratif, et n'est donc pas directement un musée communal. La Fondation gère des collections appartenant à la ville d'Yverdon-les-Bains dans un espace qui lui est mis à disposition. Entre cinq et sept membres du conseil de Fondation sont nommés par la municipalité d'Yverdon-les-Bains, les deux autres membres étant issus de l'association des Amis de la Maison d'Ailleurs.

## Histoire
La Maison d'Ailleurs a pour origine les travaux du français Pierre Versins qui a consacré sa vie à l'écriture et à l'étude de ce qu'il appelait les « conjectures romanesques rationnelles » et qui a réuni, pendant plus de vingt ans, une collection très importante d'ouvrages de science-fiction. L'étude qu'il en a faite lui a permis d'écrire un ouvrage majeur dans le domaine, l'Encyclopédie de l'utopie, des voyages extraordinaires et de la science-fiction.
En 1976, il lègue son fonds à la ville d'Yverdon-les-Bains et la Maison d'Ailleurs est créée . Pierre Versins en devient le conservateur jusqu'en 1981, année où il regagne la France. À ses débuts, la Maison d'Ailleurs n'occupe qu'un appartement de trois pièces et n'a pas de véritable ambition muséologique.
Après une période de léthargie de l'institution (durant laquelle le lieu est tenu ad interim par Pascal Ducommun), la Municipalité d'Yverdon-les-Bains décide, en 1989, d'installer la Maison d'Ailleurs dans les anciennes prisons rénovées, un bâtiment historique construit en 1806 et très bien situé au centre-ville, et de nommer le journaliste Roger Gaillard comme conservateur. Le nouveau musée ouvre en 1991.
Fin 1995, le Conseil communal d'Yverdon décide toutefois de supprimer plus de 70 % du budget prévu pour 1996, restreignant dangereusement la marge de manœuvre de la Maison d'Ailleurs et suscitant de nombreuses réactions négatives. La majorité du personnel est alors remerciée. En 1998, une fondation est créée pour gérer le musée. Sa première décision est de confier la direction du lieu à l'historien Patrick Gyger.
Il en reprend les rênes en février 1999. En 2011, Patrick Gyger quitte un musée redevenu stable pour diriger le Lieu unique, scène nationale de Nantes. Marc Atallah, docteur ès Lettres et spécialiste de la science-fiction, est alors nommé pour lui succéder. 
Après la démission de Marc Atallah pour le 31 janvier 2024, le conseil de fondation nomme Frédéric Jaccaud directeur du musée à compter de septembre 2024.

## Espace Jules Verne

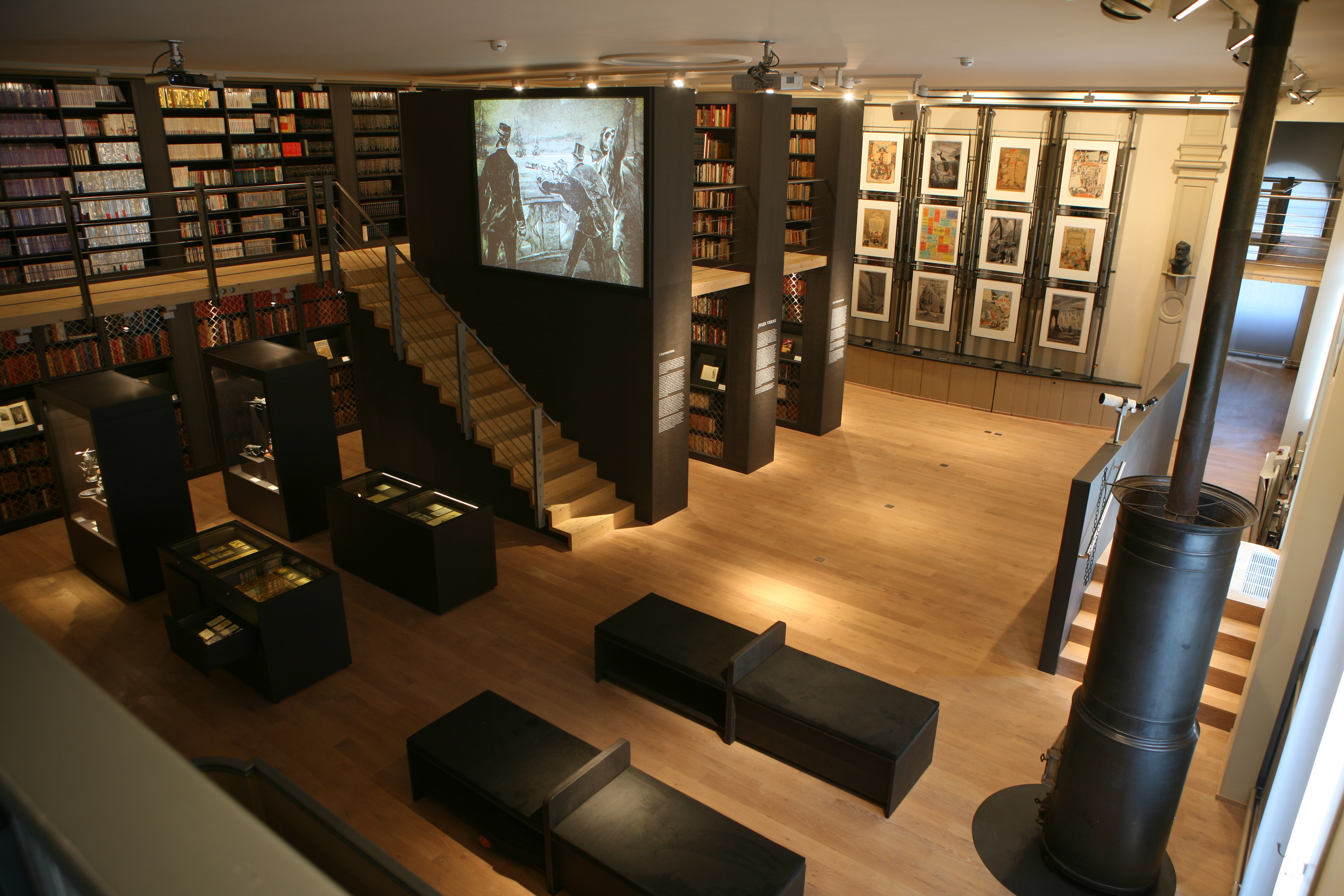
Vue de l'Espace Jules Verne.

En 2003, le collectionneur Jean-Michel Margot a décidé de faire don à la ville d'Yverdon-les-Bains d'une des plus importantes collections consacrées à Jules Verne. C'est à la Maison d'Ailleurs qu'a été confiée la tâche de gérer et mettre en valeur ce fonds.
Cette collection Jules Verne comprend près de 20 000 documents dont des pièces hors du commun, telles que des affiches datant de la fin du XIXe siècle, des notes manuscrites, de l'iconographie ancienne en rapport avec la découverte et l'aventure scientifiques, ainsi que la collection complète des Voyages Extraordinaires ayant appartenu à la petite-fille de Pierre-Jules Hetzel, l'éditeur de Jules Verne.
Pour héberger ces pièces, un nouvel Espace Jules Verne a été aménagé dans l'ancien casino d'Yverdon-les-Bains. En plus de l'exposition publique de la collection, un espace de travail est réservé aux chercheurs, avec un accès privilégié aux documents.
L'Espace Jules Verne est relié au bâtiment de la Maison d'Ailleurs par une passerelle.
L'administration du musée et une large collection de pulps ont aussi été déplacées dans le nouveau bâtiment. La place ainsi libérée a permis l'établissement d'une exposition permanente à la Maison d'Ailleurs en plus des expositions temporaires.
L'Espace Jules Verne a été inauguré le 4 octobre 2008 et il a permis à la Maison d'Ailleurs d'être nommée au European Museum of the Year Award 2011, à Bremerhaven (Allemagne).

## Partenariats
La Maison d'Ailleurs constitue un centre de recherche et de documentation en développement constant et qui a su tisser un réseau de partenaires. Le musée collabore ainsi avec l'Agence spatiale européenne (ESA), l'Université de Lausanne, la Cité de l'Espace à Toulouse, la Foire Internationale de Bordeaux, le festival des « Utopiales » de Nantes, le Festival international du film fantastique de Neuchâtel (NIFFF) et fait partie du réseau Science et Cité de Suisse romande.
Parmi ses études, la Maison d'Ailleurs a coordonné une importante recherche financée par l'ESA, tentant de trouver dans les œuvres de science-fiction des inventions imaginaires touchant au domaine de l'astronautique et des techniques associées à la conquête spatiale.
En partenariat avec l'ESA et l'Agence Martienne, la Maison d'Ailleurs a réalisé la photothèque d'images de science-fiction la plus importante au monde. Le musée a aussi été mandaté par Pro Helvetia pour un important projet d'exposition itinérante sur les artistes suisses travaillant dans le milieu du cinéma et du jeu vidéo.

## Distinctions
- Grand prix de l'Imaginaire 2010, catégorie « Prix Européen »[10].
- Nomination au European Museum of the Year Award 2008 ainsi qu'en 2014.

## Expositions
- «« Stalker – Expérimenter la zone », du 14 septembre 2013 au 2 mars 2014
- « Genèse : des croquis à l’œuvre », Aleksi Briclot, du 3 mars 2013 au 25 août 2013
- « Halomancie », Stéphane Halleux, du 11 septembre 2011 au 19 février 2012
- « La très extraordinaire expérience du Dr Grordbort’s », Greg Broadmore, du 10 avril 2011 au 21 août 2011
- « Lignes de fuite », Mervyn Peake, du 4 octobre 2009 au 14 février 2010
- « Mondes & Voyages », Didier Graffet, du 29 mars au 6 septembre 2009
- « Retour à Dinotopia », James Gurney, du 4 octobre 2008 au 8 mars 2009
- « L'expo qui rend fou », H.P. Lovecraft, du 28 octobre 2007 au 6 avril 2008
- « Entropia », Christian Lorenz Scheurer, du 25 mars 23 septembre 2007
- « Archiborescence », Luc Schuiten, du 29 octobre 2006 au 11 mars 2007
- « Narcolepsy », Dave McKean, du 27 février au 1er mai 2005
- « Poétique de la machine », François Junod, du 9 février au 24 août 2003
- « Chemins de traverse », Patrick Woodroffe, du 28 avril 2002 au 19 janvier 2003
- « Mécanofolies », Jean Fontaine, du 1er septembre 1999 au 1er janvier 2001

## Publications
- Mondes Miroirs, Photographies de Mario Del Curto, 2007
- Patrick Gyger, Les Voitures Volantes - Souvenirs d'un futur rêvé, Éditions Favre, 2005
- L'espace entre science et fiction, Maison d'Ailleurs / ESA, 2004
- Il venait de Céphée, Il s'appelait Versins, Éditions l'Age d'Homme, 2003
- Iles Sur Le Toit Du Monde, Numéro spécial de la revue Archipel en collaboration avec la Maison d'Ailleurs, 2003
- Gianni Haver & Patrick Gyger, De beaux lendemains? Histoire, société et politique dans la science-fiction, Antipodes, Lausanne, 2002
- Mélanie Bulliard, L'enjeu des origines. Les romans préhistoriques de J.-H. Rosny Aîné, Archipel, coll. « Essais », volume 2, 2001
- Laurent Mousson, Soucoupes volantes et disques planants, Amis de la Maison d'Ailleurs, 1997
- Parapsychologie : science et fiction, Roger Gaillard éd., Maison d'Ailleurs, 1994
- Le rêveur de réalites, Catalogue de l'exposition de Wojtek Siudmak, Maison d'Ailleurs, 1993
- Voyageons dans l'espace, Roger Gaillard éd., Maison d'Ailleurs, 1992
- Roger Gaillard (textes) & Simon (dessins), Comment conquérir l'espace, Guide de l'exposition, Maison d'Ailleurs, 1992
- Bienvenue en utopie, Roger Gaillard éd., Maison d'Ailleurs, 1991
- Roger Gaillard (textes), Simon & Exem (dessins), Les Mondes d'Artima, Maison d'Ailleurs, 1990
- Contes co(s)miques, Maison d'Ailleurs, 1990